# Овчаренко Федір Данилович
Фе́дір Дани́лович Овчаре́нко (8 лютого 1913, Василівщина — 25 грудня 1996, Київ) — український вчений у галузі колоїдної хімії, академік (1961), дійсний член Національної академії наук України та Нью-Йоркської академії наук, Лауреат Державної премії УРСР в галузі науки і техніки (1969). Кандидат у члени ЦК КП України з 18 березня 1966 по 29 листопада 1967 року. Член ЦК КП України з 29 листопада 1967 по 10 лютого 1976 року. Кандидат у члени Президії ЦК КПУ і секретар ЦК КПУ з 29 березня 1968 по 10 жовтня 1972. Депутат Верховної Ради УРСР 7—8-го скликань. Депутат Верховної Ради СРСР 6—7-го скликань (у 1964—1970 роках).

## Життєпис
Народився 8 лютого 1913 року на хуторі Василівщина (нині Білопільського району Сумької області України), в багатодітній селянській родині (був наймолодшим із тринадцяти дітей, з яких, однак, вижили тільки четверо). Батько був середняком, відслужив 9 років у царській армії, брав участь у Російсько-японській і Першій світовій війні. Родина і батька і матері походила з земель колишніх Вольностей Війська Запорозького, звідки переселилися після 1775 року на Слобожанщину.
У 1930 році закінчив середню школу і поступив до педагогічного інституту в місті Глухові. Навчаючись у Глухівському педагогічному інституті, був обраний секретарем комсомольської організації інституту. У 1934 році закінчив хіміко-біологічний фаультет Глухівського педагогічного інституту. Працював там асистентом упродовж 1934—1936 рр. на кафедрі загальної хімії у професора Павла Христофоровича Гребіня, якого називав своїм учителем. У 1936 р. переїхав до Києва, працював вільнонайманим викладачем у 183 артилерійському полку, розквартированому у Києві, у вересні 1936 р. призвався до лав Червоної Армії, здобув спеціальність командира вогневого взводу. Чудом уник репресій у 1937 р., вчасно демобілізувавшись. У 1937–1941 рр. працював асистентом на кафедрі неорганічної хімії Київського ветеринарного інституту у професора Бориса Миколайовича Шершевицького (його дід Павло Шершевицький був другом Тараса Шевченка), який став наставником Ф. Овчаренка у хімічній науці. Член ВКП(б) з 1939 року.
У червні 1941 року мобілізований до Червоної армії. Служив командиром вогневого взводу у 386-му Окремому зенітно-артилерійському дивізіоні Резерву Головного командування. У лютому 1942 року призначений заступником командира батареї, у квітні 1944 року — начальником штабу окремого артилерійського дивізіону. У червні 1944 року призначений старшим помічником відділу штабу артилерії 2-го Прибалтійського фронту. Демобілізувався у Ленінграді у жовтні 1945 р.
Після повернення до Києва продовжував працювати на кафедрі неорганічної хімії Київського ветеринарного інституту (в 1945—1949 рр.), був обраний секретарем партійної організації інституту. У лютому 1948 року захистив кандидатську дисертацію, отримав звання доцента, став завідувати кафедрою неорганічної та аналітичної хімії Київського ветеринарного інституту.
У лютому 1949 року перейшов працювати старшим науковим співробітником і завідувачем лабораторії (з 1958 року) до Інституту загальної та неорганічної хімії АН УРСР, директором якого був Антон Думанський, «дідусь вітчизняної колоїдної хімії». Під його керівництвом захистив у червні 1955 р. докторську дисертацію: «Гідрофільність глин і глинистих мінералів». Одночасно (до серпня 1956 року) був секретарем партійного комітету Академії наук УРСР. 1956 р. створив в Інституті відділ фізичної хімії дисперсних мінералів.
У серпні 1956 — січні 1958 року — завідувач відділу науки і культури ЦК КПУ. Звільнений від обов'язків завідувача відділу «за станом здоров'я».
18 квітня 1961 року обраний академіком Академії наук УРСР за спеціальністю «колоїдна хімія». З 1963 по 1967 рік очолював відділ фізичної хімії дисперсних мінералів в Інституті загальної та неорганічної хімії АН УРСР.
З 1964 до 1968 року був головою правління Товариства «Знання» Української РСР. Організував видання науково-популярного ілюстрованого щорічника Україна. Наука і культура.
У 1967 році створив і очолив Інститут колоїдної хімії та хімії води (ІКХХВ) АН УРСР. Директором ІКХХВ був до квітня 1968 р., коли перейшов на партійну роботу; проте залишився в Інституті завідувачем відділу і надалі.
Секретар ЦК КПУ з 29 березня 1968 по 10 жовтня 1972 року.
У 1983 році створив в ІКХХВ відділ природних дисперсних систем. На його базі в 1991 р. створив Інститут біоколоїдної хімії АН УРСР, який очолила його учениця професор Зоя Ульберг; перейшов працювати туди.
Лауреат Державної премії УРСР 1969 року — за роботу «Розробка проблеми фізико-хімічної механіки термосолестійких дисперсій глинистих мінералів»; співавтори Агабальянц Едуард Гаспарович, Круглицький Микола Миколайович, Ничипоренко Сергій Петрович.

Могила Федора Овчаренка

Помер на 84-му році життя 25 грудня 1996 року. Похований разом з дружиною в Києві на Байковому кладовищі (50°24′56.60″ пн. ш. 30°30′3.90″ сх. д. / 50.4157222° пн. ш. 30.5010833° сх. д.).
Після смерті Федора Овчаренка було видано книгу «Спогади» (Київ, 2000).

### Родина
- Дружина — Інга Касьяненко (1924—2008) — фармаколог, доктор медичних наук, лауреат Державної премії України.
  - Донька — Наталія Овчаренко (нар. 1950) — літературознавиця, доктор філологічних наук, завідувач відділу світової літератури Інституту літератури ім. Т. Шевченка НАН України.
  - Тесть — Володимир Касьяненко (1901—1981) — морфолог, зоолог, анатом, доктор біологічних наук.

## Партійна кар'єра та переконання
У 1950—1956 роках — секретар партійного комітету Академії наук Української РСР. У 1956—1958 роках — завідувач відділу науки і культури ЦК КПУ.
29 березня 1968 року призначений секретарем ЦК КПУ з ідеології (до нього цю посаду займав Андрій Скаба). Був однодумцем Петра Шелеста. Відновив заходи, спрямовані на розвиток української національної культури: захищав Олеся Гончара під час цькування його за роман «Собор», і Сергія Параджанова, сприяв українським письменникам та історикам, зокрема виходу книг Олени Апанович «Збройні сили України першої половини XVIII ст.» (1970) і Раїси Іванченко «Михайло Драгоманов у суспільно-політичному русі Росії і України» (1971), підтримував Миколу Киценка у створенні історико-культурного заповідника «Хортиця».
Все це стало причиною незадоволення у Москві і зняття його з посади 10 жовтня 1972 р., коли новим керівником України вже був Володимир Щербицький. Наступним після академіка Овчаренка секретарем ЦК КПУ з ідеології став відомий борець з «українським буржуазним націоналізмом» Валентин Маланчук.
Федір Овчаренко показав себе українським патріотом, проводив українізацію всіх ланок суспільного життя (наполягав на переведенні на українську мову роботи партійних, радянських, судових органів, прокуратури, закладів торгівлі, в кінопрокаті, запровадженні викладання українською мовою у закладах середньої і вищої освіти), сприяв виданню «Української Радянської Енциклопедії», перевиданню Словника Бориса Грінченка, творів Олександра Олеся, відродженню журналу «Всесвіт» (1958). Все це викликало опір російських шовіністів.
Як пізніше згадував Федір Овчаренко, Москва вимагала «тримати в центрі уваги і посилювати боротьбу з українським буржуазним націоналізмом і всіляко прискорювати асиміляцію української нації».

## Наукова робота
Основні роботи присвячено колоїдній хімії. Детально вивчив проблему ліофільно твердих дисперсних тіл і фізико-хімічну механіку водних і неводних дисперсій мінералів. Встановив механізм взаємодії різних дисперсних мінералів з полярними та неполярними дисперсійними середовищами і визначив товщину сольватних шарів на їхній поверхні. Показав роль гідрофільності у процесах структуроутворення. Розробив принципи одержання нових дисперсних матеріалів (адсорбентів, наповнювачів, структуроутворювачів із заданими властивостями) і колоїдних систем.
Є автором наукового відкриття (грудень 1988 року) — вибіркової гетерокоагуляції мікроорганізмів з колоїдними частками металів. Це наукове відкриття має фундаментальне значення, оскільки дозволяє видобувати «тонке золото» та інші цінні метали (срібло, платину) в родовищах із розсіяним вмістом цих металів у рудах (напр., Мужіївське родовище на Закарпатті), а також уникнути значного забруднення природного довкілля (що спостерігається при теперішніх технологіях із застосування ціанідів). Своє відкриття Овчаренко вважав підтвердженням ідеї Володимира Вернадського про біогеохімічну основу біосфери.
Учений є автором і співавтором понад 800 наукових праць, у тому числі ряду монографій, серед яких:
- «Гідрофільність глин і глинистих мінералів» (1961) (рос.)
- «Палигорськіт у бурінні» (1966)(рос.)
- «Адсорбція на глинистих мінералах» (1975)(рос.)
- «Каолін України: довідник» (1981)(рос.)

## Пам'ять

Меморіальна дошка

У 1998 році ім'я Федора Даниловича Овчаренка присвоєно Інституту біоколоїдної хімії НАН України, створеному в 1991 році за його ініціативою. На будівлі інституту встановлено меморіальну дошку.

## Нагороди
- орден Леніна
- орден Жовтневої Революції
- орден «Знак Пошани»
- орден Вітчизняної війни І ст. (1945)
- два ордени Вітчизняної війни ІІ ст. (1944, 6.04.1985)
- орден Червоної Зірки (1943)
- медалі
- лауреат Державної премії УРСР в галузі науки і техніки (1969)
- Лауреат премії імені Л. В. Писаржевського АН УРСР